# Incògnita
En matemàtiques, una incògnita és un nombre o funció que en principi no es coneix. Constitueix una solució d'un problema matemàtic format per una equació o sistema d'equacions plantejades sobre cert espai vectorial (normalment els nombres reals o les funcions diferenciables variable real). El concepte apareix escrit per primer cop per Fermat, però és més antic.
Particularment, en àlgebra i les seves derivades, una incògnita en una "equació" és una variable de la qual, a priori, no coneixem el valor i que serà eventualment determinat. La manera de fixar o trobar aquesta "incògnita" depèn de l'equació. Per exemple, si l'equació és lineal, com {\displaystyle y-15=22}, llavors la solució es troba amb el mètode d'aïllar:

 {\displaystyle (i)-15=22}
{\displaystyle i-15+15=22+15}
{\displaystyle i=37}
En matemàtiques, per expressar les incògnites, solen usar-se les lletres x, y, z, etc. Aquestes tres primeres són les més usades. També poden servir altres lletres com les la de l'alfabet grec (Ψ, σ, β, etc.)